# チェスケー・ブジェヨヴィツェ

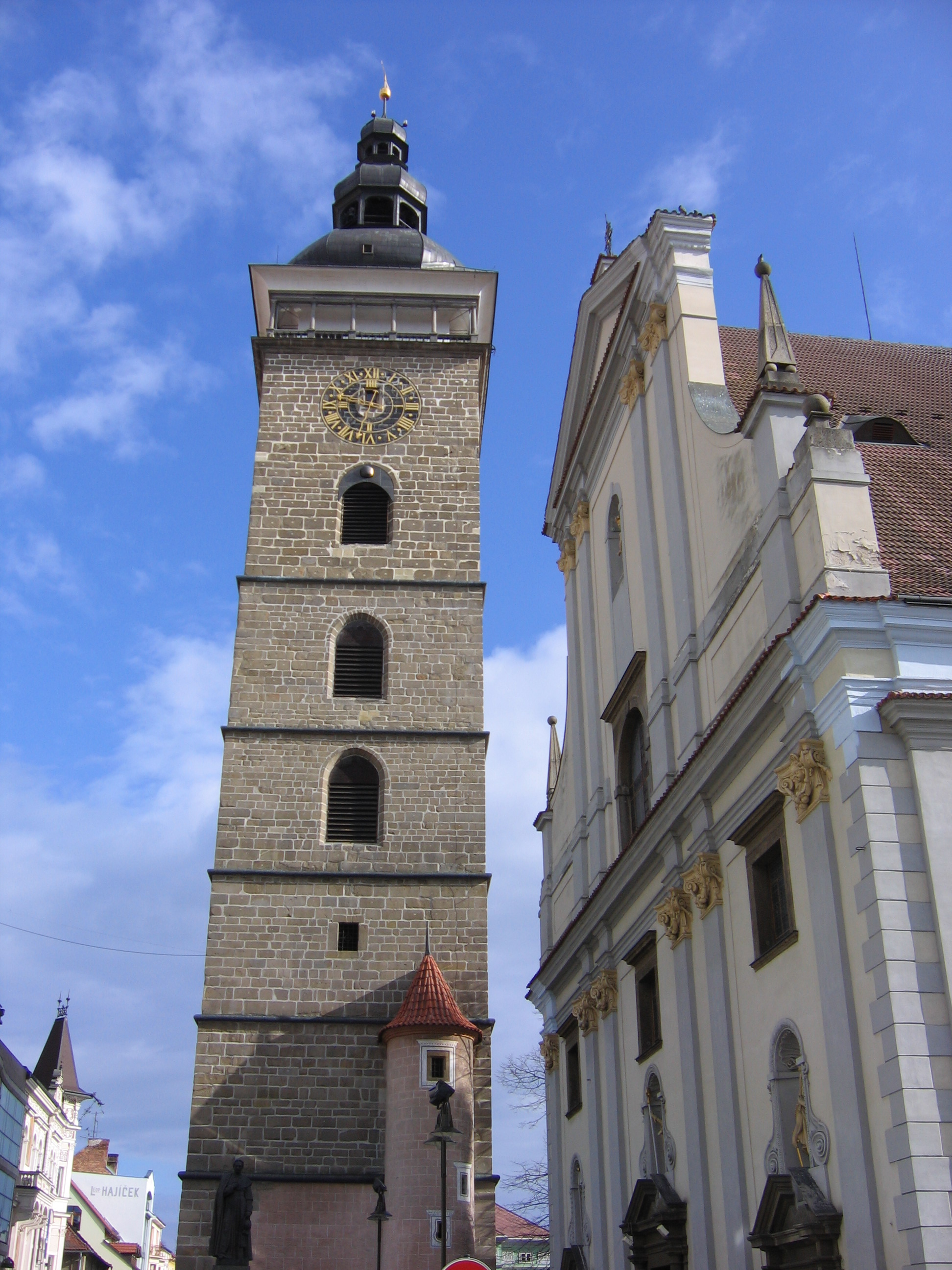
聖ニコラウス聖堂隣の黒塔

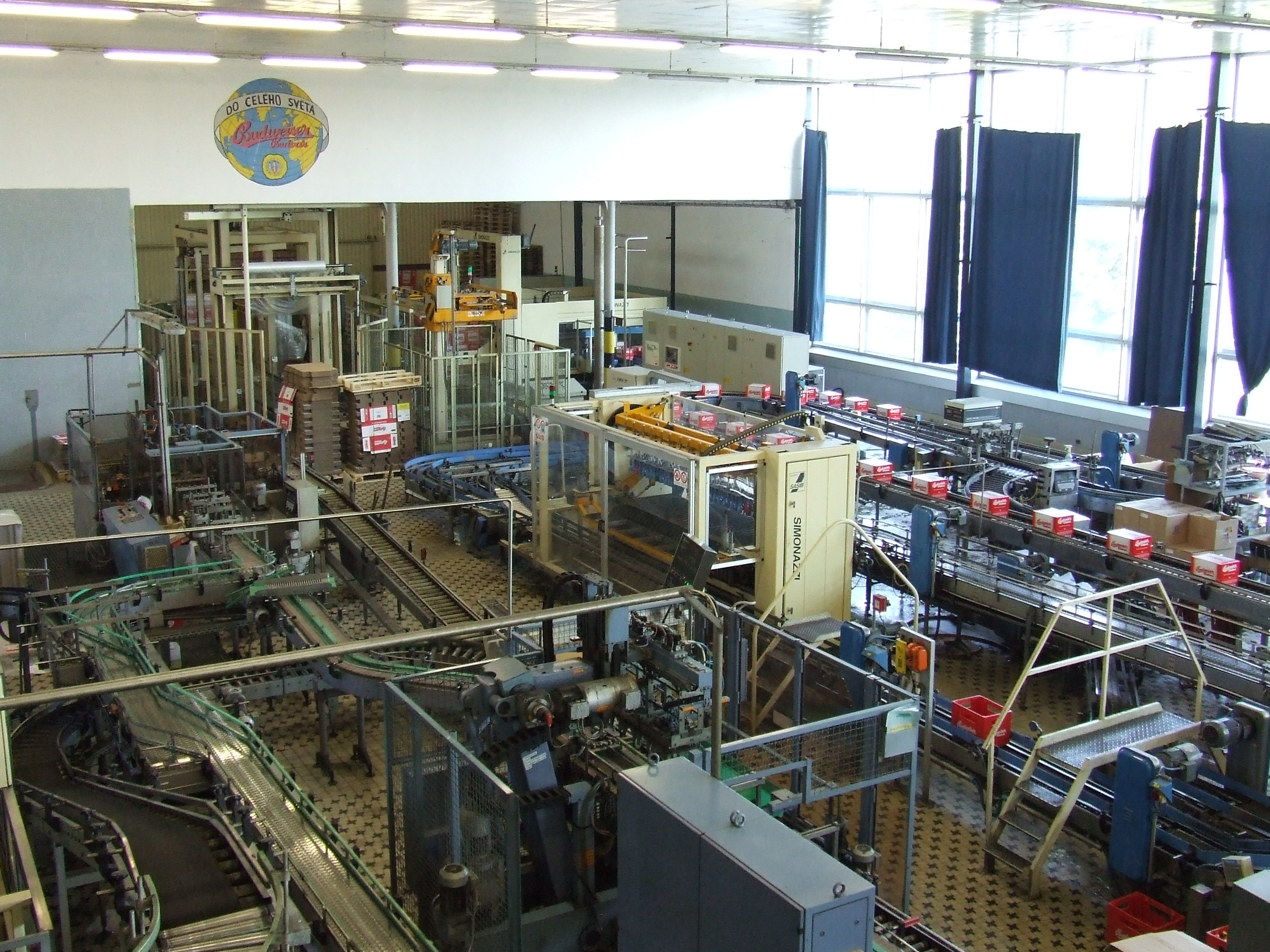
ブドヴァイゼル・ブドヴァル国営会社の醸造所

チェスケー・ブジェヨヴィツェ （チェコ語: České Budějovice [ˈtʃɛskɛː ˈbuɟɛjovɪtsɛ] ( 音声ファイル), ドイツ語: Budweis [ˈbʊtvaɪs] ( 音声ファイル)）は、チェコ南部の都市。ドイツ語ではベーミッシュ・ブトヴァイス。南ボヘミア州最大の都市で、政治・商業の中心地。カトリック教会のチェスキー・ブジェヨヴィツェ大司教座が置かれている。モラヴィアの町モラヴスケー・ブジェヨヴィツェ（Moravské Budějovice）と混同されやすい。

## 歴史
市はボヘミア王オタカル2世の騎士ヒルツォによってつくられ、1265年に市の資格を得た。王立都市は南ボヘミアにおける王権の高台とされ、強力な貴族ヴィティゴネン家と目覚ましく栄達するローゼンベルク家を平衡させていた。ローゼンベルク家は1611年に断絶した。市は伝統的に、長く続いたボヘミアの宗教対立でカトリックの防壁となった。
ハプスブルク家によるチェコ領の占領後、ドイツ語圏となり、1890年までドイツ語圏のままだった。市の産業革命化で、チェコ人が市民の多数を占めていった。第二次世界大戦後のドイツ人追放が行われるまで、市には注目に値する少数派ドイツ人がいた（1930年に総人口の15.5%）。

## ビール
チェスケー・ブジェヨヴィツェは13世紀からビール醸造の長い歴史を持つ。一時期には神聖ローマ皇帝のための王立醸造所があり、ラガービールの一種であるピルスナーと平行して、ブドヴァイゼル・ビール（ブドヴァイスで作られたビール、英語ではバドワイザー）と呼ばれるようになっていった。ビール醸造は現在も主要産業である。
最大の醸造所は1895年に法人化したチェコ合同醸造（Český akciový pivovar）を前身とするブジェヨヴィツェ・ブドヴァル国営会社（Budějovický Budvar, n.p.）で、チェコ政府が所有・運営する国内唯一の国営会社（národní podnik）。製品は「ブドヴァイザー・ブドヴァル」ブランドでヨーロッパを中心に各国で販売されている。
第2位の醸造所ブジェヨヴィツェ市民醸造株式会社（Budějovický měšťanský pivovar, a.s.）は1795年に法人化されたチェスケー・ブジェヨヴィツェ最古のビールメーカーで、自治都市理事会が地名「ブドヴァイス」を銘柄に使用することを許可した最初の醸造所。「ブドヴァイザー・ビール」（Budweiser Bier）およびドイツ語で「ブドヴァイスの市民醸造所」を意味する「ブドヴァイザー・ビュルガーブロイ」（Budweiser Bürgerbräu）のブランドで生産している。社会主義時代は南チェコ醸造国営会社（Jihočeské pivovary, n.p.）の第一チェスケー・ブジェヨヴィツェ醸造所として操業。社会主義時代の国策にともない「ブドヴァイザー」ブランドがブジェヨヴィツェ・ブドヴァル国営会社に集約されたため、チェスケー・ブジェヨヴィツェのシンボルの噴水名にちなんだ「サムソン」（Samson）ブランドで生産し、民主化後「ブドヴァイザー」ブランドを復活させた。
アメリカ合衆国のバドワイザーは、両醸造所に無関係のドイツ系アメリカ人が、ビール名産地の「ブドヴァイス」にあやかろうと1876年に自らが販売するビールに「Budweiser」と命名した上でアメリカでの商標登録を行ったもので、当時すでに「ブドヴァイス」ブランドでの対米輸出を行っていた両醸造所と紛争状態となった。両醸造所と米バドワイザーを製造・販売するアンハイザー・ブッシュ社と1911年と1939年にチェコ側が北米大陸および米国保護領に限り商標権を放棄することで合意した。
しかしアンハイザー・ブッシュ社はその後もチェコ側に先んじて日本を含む各国で商標登録を行った上、ブジェヨヴィツェ・ブドヴァル国営会社を相手取ってチェコ産の「ブドヴァイス」ブランドビールの販売差し止め訴訟を起こし、現在も40か国以上で係争中である。さらにブドヴァル国営会社に対し商標権買収を提案したが、チェコ政府はブドヴァイザーブランドの保持のため、この種の要求を全て拒否している。

## 地理
チェスケー・ブジェヨヴィツェは、ヴルタヴァ川とマルシェ川が合流する谷の中央に位置する。

## みどころ
旧市街は、興味深い中世のものとバロック様式建築が広い広場周囲に保存されている。壁画と青銅製ガーゴイルのある旧町役場、チェルナー・ヴェツ"Černá věž"という黒い塔がそれに含まれる。新市街では、ベル・エポック期のオーストリア帝国風鉄道駅舎が知られる。最も歴史的に価値のある建物は、ゴシック様式の聖母マリア奉献教会付属ドミニコ会派修道院である。チェスキー・ブジェヨヴィツェ駅からリンツへ向かう路線は、大陸ヨーロッパで最古の路線で、1824年から1832年の間に建設された。
チェコの英雄ヤン・ジシュカの居城の廃墟は、町から南東10キロあまりの場所にある。わずか30キロ進むと、南ボヘミアで観光客が魅了されること必至の町チェスキー・クルムロフがある。

## 交通
路線バスとトロリーバス（チェスケー・ブジェヨヴィツェ・トロリーバス）は市のほぼ全域へ乗客を運ぶ。市へは市内循環バスと鉄道で行ける。国際的なプラハとヴェネツィアとを結ぶ鉄道路線があり、チェスケー・ブジェヨヴィツェにも停車する。

## その他
- 南ボヘミア大学

## 出身者
- アレクサンダー・スラヴィク - 日本研究家、比較民族学者。
- アダルベルト・ギロヴェッツ - 作曲家
- マルタ・クビショヴァー - 歌手
- フランティシェック・ストラカ - サッカー選手
- カレル・ローデン - 俳優

## 姉妹都市
- リンツ, オーストリア
- パッサウ, ドイツ
- ズール, ドイツ
- ロリアン, フランス
- ニトラ, スロヴァキア
- ホメリ, ベラルーシ
- オリョール, ロシア